# SV Halle 98
Der Hallesche SV 1898 war ein deutscher Fußballverein aus Halle (Saale), der von 1898 bis 1945 existierte. Heimstätte des Clubs war die Sportanlage Merseburger Straße. 

## Verein
Der Hallesche SV 1898 wurde im Jahr 1898 unter der Bezeichnung FC Hohenzollern Halle gegründet, 1918 wurde eine erneute Umbenennung in SV Halle 1898 vollzogen. Der Club agierte innerhalb der Meisterschaft des Verbandes Mitteldeutscher Ballspiel-Vereine, in welcher der SV Halle in der Spielzeit 1921/22 einmalig die mitteldeutsche Endrunde erreichte. Die mitteldeutsche Meisterschaft wurde nach dem Gewinn des Saale-Gau mit dem vierten Rang abgeschlossen. Bestes Abschneiden Im Mitteldeutschen Pokal war in der Spielzeit 1926/27 das Erreichen des Viertelfinales, in dem der SV Halle dem SC Apolda mit 0:2 unterlag.
Mit der 1933 erfolgten Einführung der Gauligen konnte sich der SV Halle bis Kriegsende nicht mehr für die Gauliga Mitte qualifizieren, der SVH agierte in der Folgezeit stets unterklassig. 1945 wurde der Club aufgelöst. Erst 1950 erfolgte an der Merseburger Straße wieder eine Neugründung unter der Bezeichnung BSG Einheit Halle.

## Statistik
- Mitteldeutsche Fußballmeisterschaft
  - Platz 4: 1921/22

## Personen
- Arthur Gaebelein